# Cumaral
Cumaral es un municipio colombiano situado en el piedemonte llanero del departamento del Meta caracterizado por su carne a la llanera y sus eventos de vaquería, coleo de toros.

## Toponimia
El nombre del municipio proviene de la gran cantidad de palmas de Cumare, las cuales abundaban en los primeros años de su creación.

## Historia
Cumaral fue fundado en el año 1901 en un sitio conocido como "Laguna Brava" o "Laguna del pueblo" , a consecuencia de una epidemia de fiebre amarilla. Habitantes de la zona fueron trasladados a plantaciones de palmas de cumare en un sitio denominado "Tierra alta" En el año 1917. Inicialmente fue conocido por el nombre "Boca de monte".
En 1955 es elevado a municipio bajo la ordenanza N° 2543 del 3 de junio, y como primer alcalde municipal fue designado al sargento Bernardo Pineda.

## División Político-Administrativa
Además de su Cabecera municipal. Cumaral tiene bajo su jurisdicción los siguientes Centros poblados:
- Guacavía
- Presentado
- San Nicolás
- Veracruz

## Geografía
Cumaral posee un paisaje típico de Piedemonte llanero, tiene una topografía plana donde se forman ondulaciones y esteros.

### Límites
| Noroeste: Medina ( Cundinamarca) | Norte: Paratebueno ( Cundinamarca) | Nordeste: Paratebueno ( Cundinamarca) |
| Oeste: Restrepo                  |                                    | Este: Cabuyaro (Río Humea)            |
| Suroeste: Restrepo               | Sur: Restrepo                      | Sureste: Puerto López (Río Guatiquía) |

(Río Upía)

## Galeria

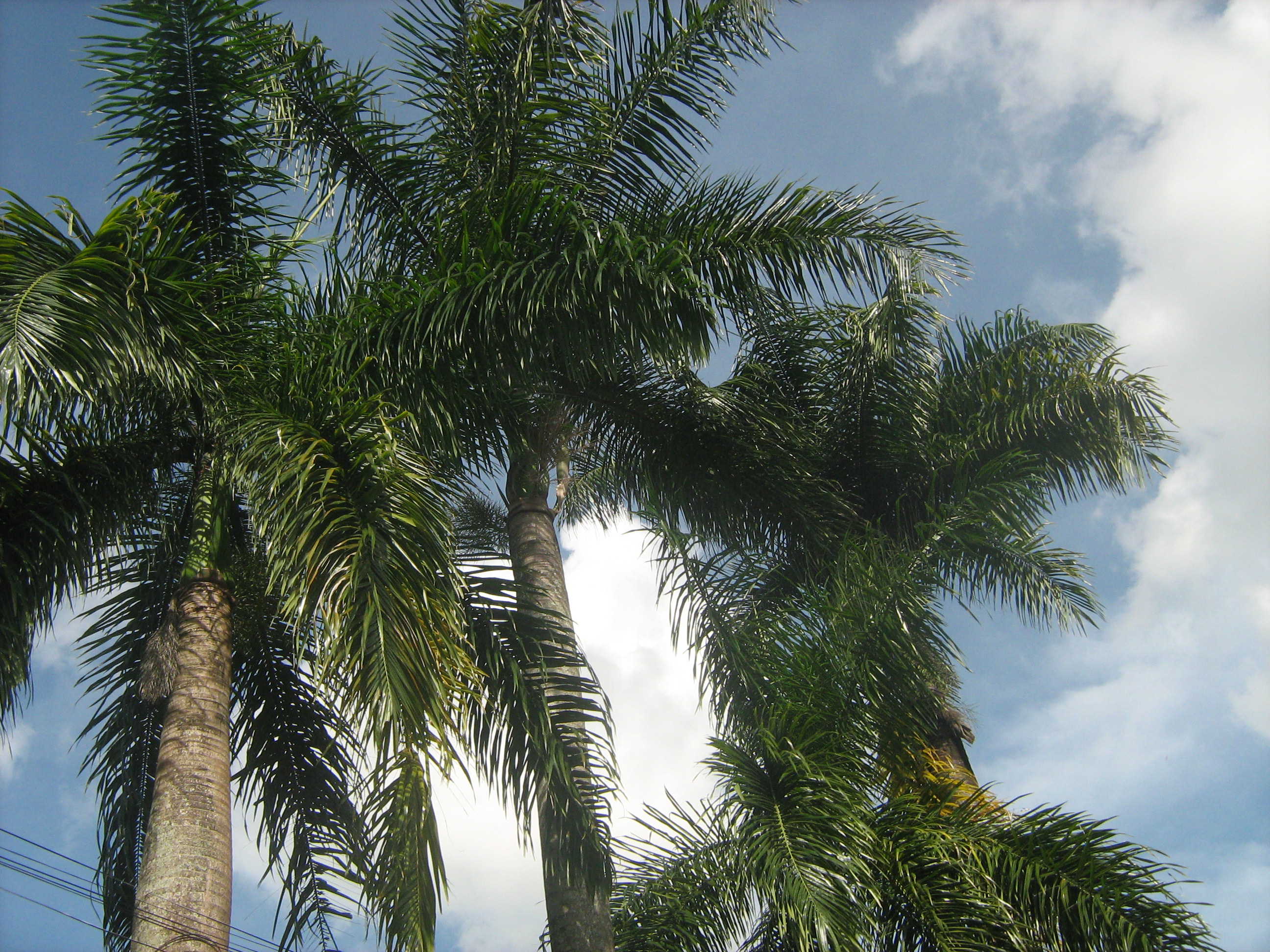
Palmeras cumaraleñas en tiempo de verano.
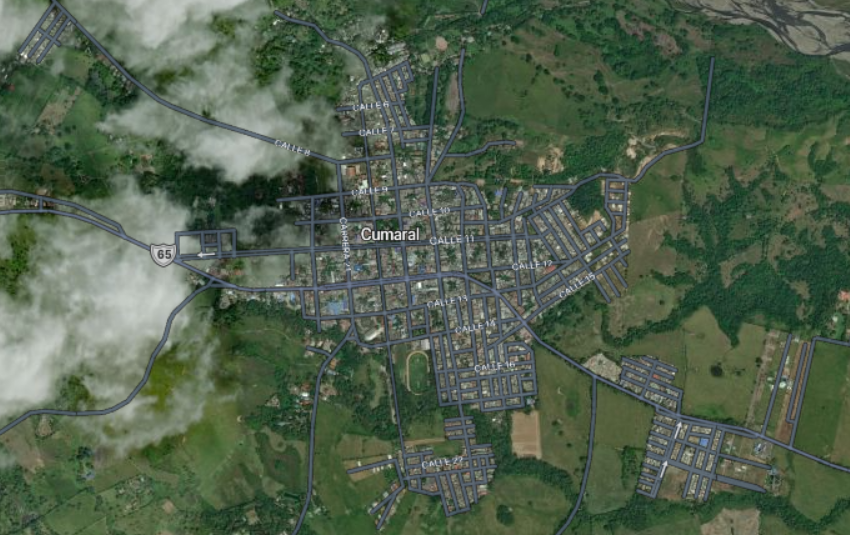
Vista satelital del Municipio de Cumaral

## Servicios públicos
- Energía Eléctrica: Electrificadora del Meta (EMSA), es la empresa prestadora del servicio de energía eléctrica.
- Gas Natural: Llanogas, es la empresa distribuidora y comercializadora de gas natural en el municipio.